# Mirall de popa

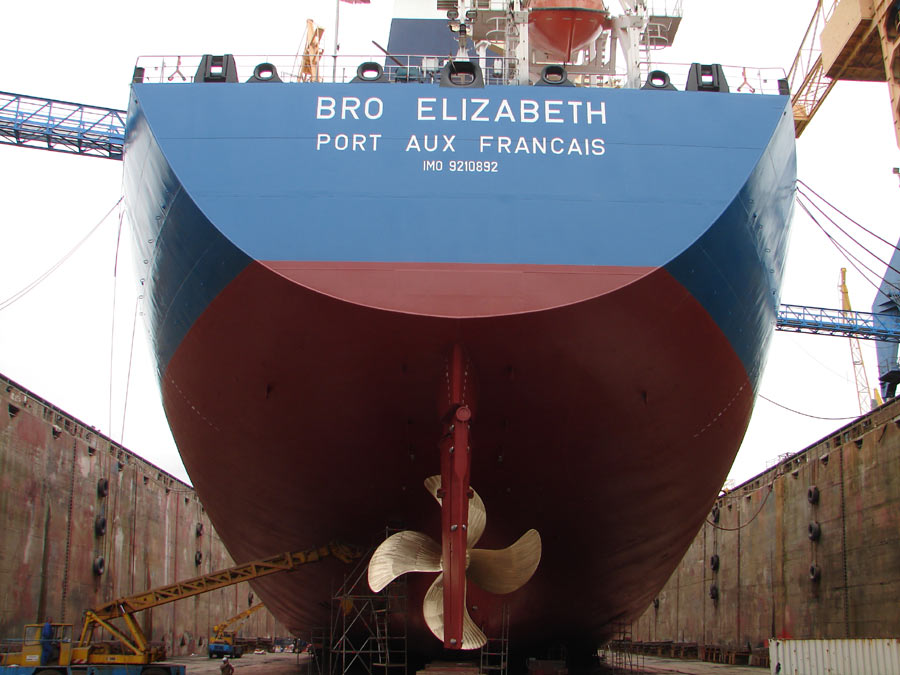
Vista del mirall de popa del Bro Elisabeth.

En nàutica, el mirall de popa  o espill, és un element estructural d'un vaixell i està ubicat (com el seu nom indica) a la zona de popa del vaixell. En alguns casos és la part on s'encaixen els elements de fixació del timó. És una superfície llisa.
El "mirall de popa" era principalment necessari perquè la majoria embarcacions empraven un rem per desplaçar-se, (després s'hi va muntar el timó de codast), però en els vaixells moderns el "mirall de popa" en general ja no té aquest ús, perquè l'art de remar ja poques vegades es fa servir.
El mirall de popa d'un vaixell està sovint pintat i decorat amb ornaments rematats per uns fanals i l'escut d'armes del país propietari. En general, darrere de la cambrot principal i sortir dels hostes.
Normalment els miralls de popa són tancats, però en les embarcacions de vela també n'hi ha que tenen el mirall de popa obert com el cas del tirion28 i el VQ24

## Galeria d'imatges

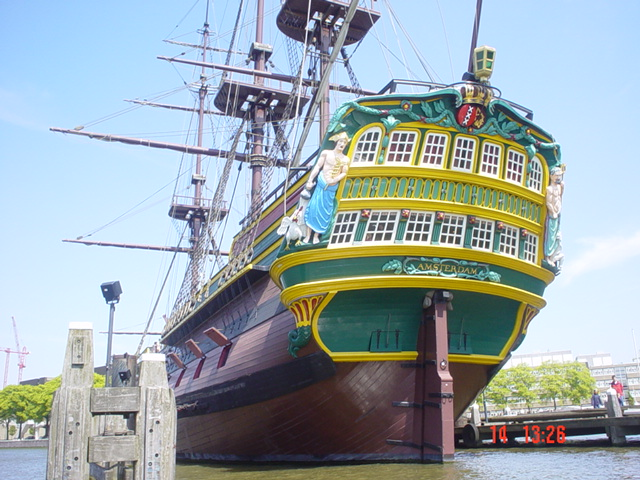
Mirall de popa del vaixell Amsterdam
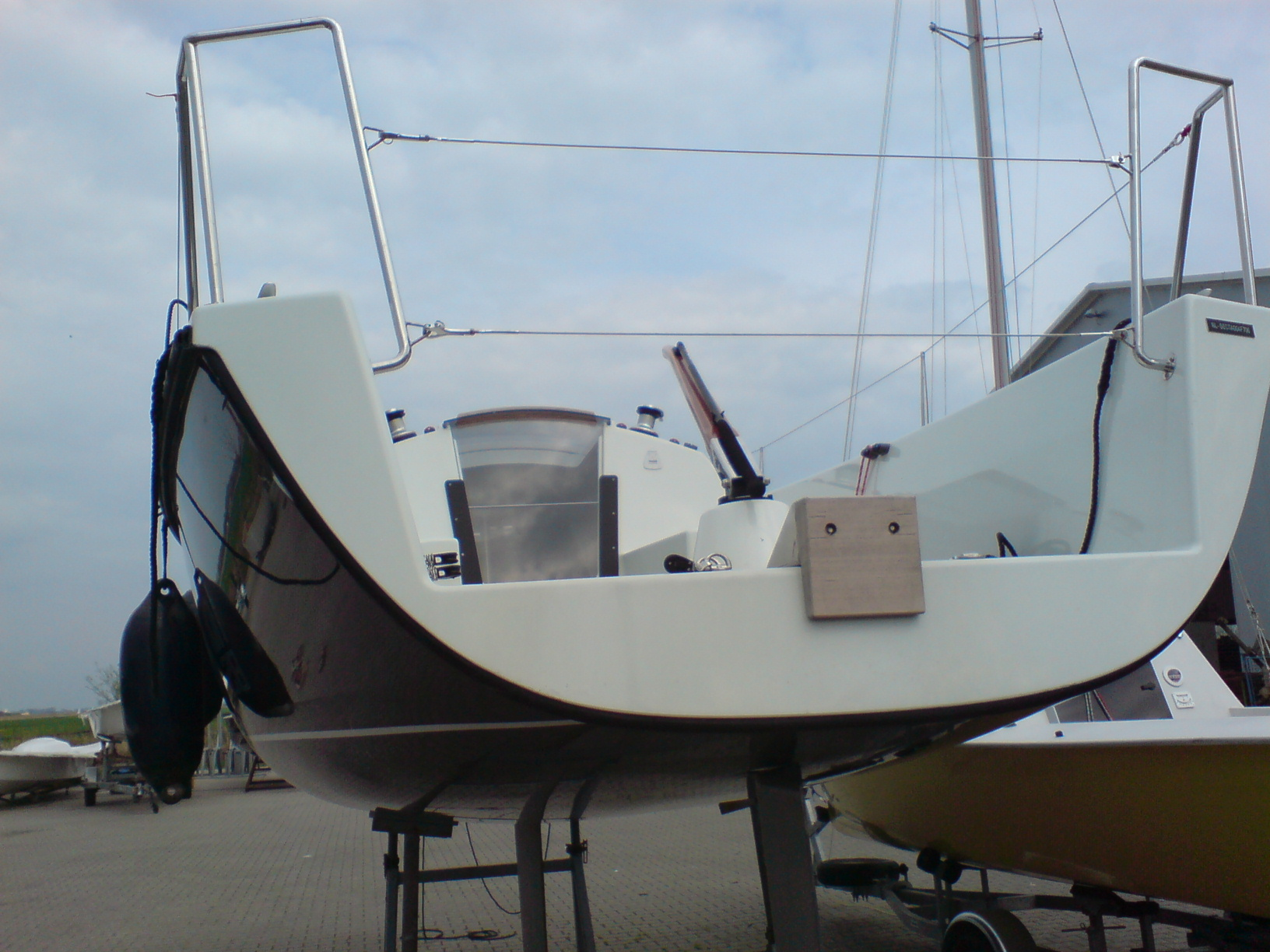
Mirall de popa d'un Tirion28